# Честа

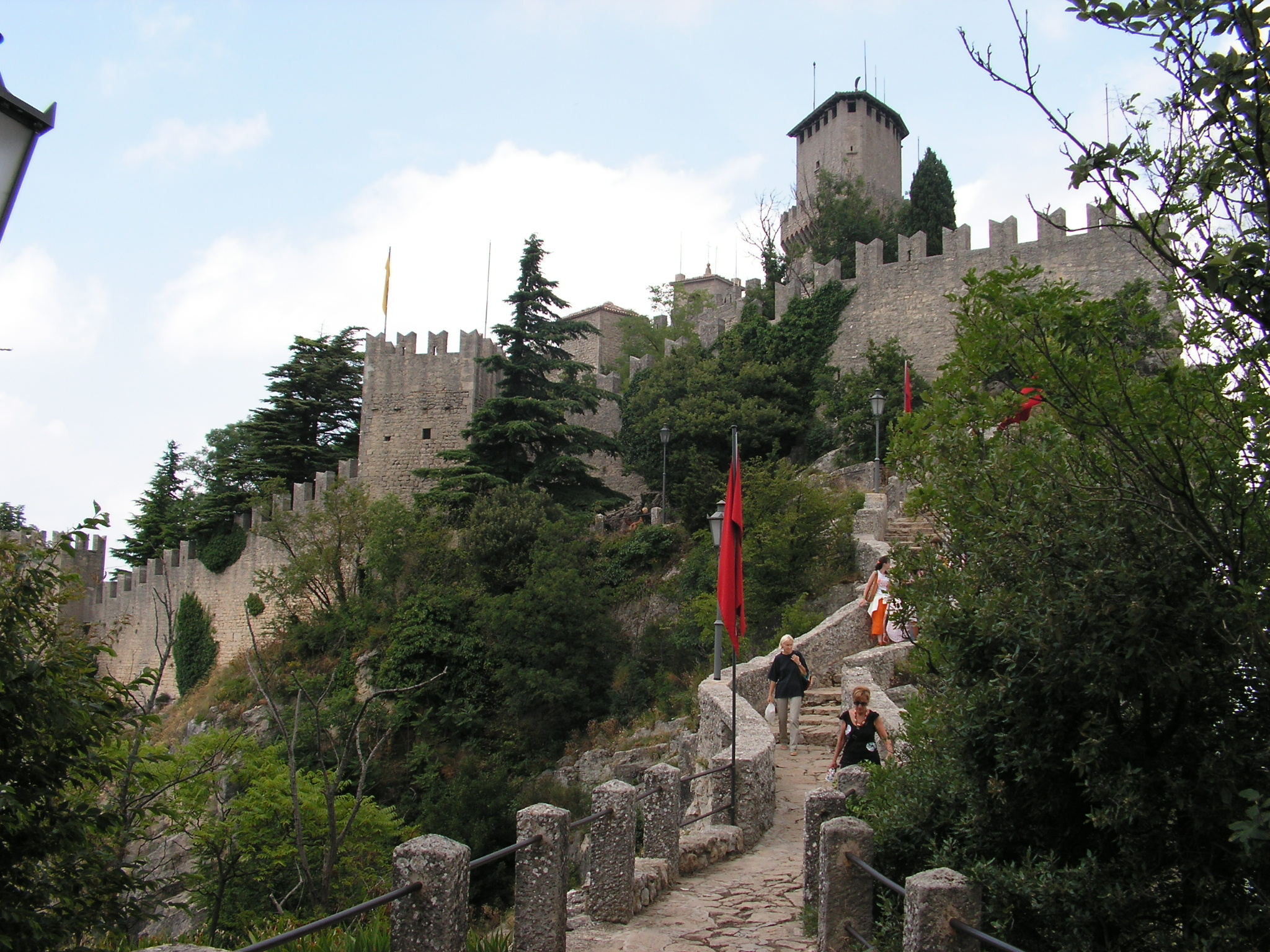
Вход в башню

Ла Честа или Фратта или Секонда-Торре (итал. La Cesta, Fratta, Seconda Torre) — одна из трёх башен Сан-Марино, расположенная на вершине горы Титано (755 м).
В переводе с итальянского обозначает Вторая башня. Впервые упоминается в документах в 1253. В 1320 году башня вошла в комплекс второй оборонительной стены города. В 16 веке были построены современные ворота в башню, перестроенные в 1596 году.
Несмотря на многочисленные перестройки, башня в целом сохраняет свой первоначальный средневековый облик. В 1924 году она была отреставрирована.
С 1956 года в башне расположен Музей старинного оружия, содержащий в своей экспозиции около 700 образцов доспехов, холодного и огнестрельного оружия различного времени.
Наряду с башнями Гуаита и Монтале изображена на гербе и флаге Сан-Марино.